# Barga II
Pour les articles homonymes, voir Barga (homonymie).
Ne doit pas être confondu avec Barga-Peulh (Bouroum) ou Barga-Mossi (Bouroum).
Barga II est une localité située dans le département de Bouroum de la province du Namentenga dans la région Centre-Nord au Burkina Faso. 

## Géographie
Situé au sud du lac de homonyme – dont le niveau peut varier naturellement de manière très importante lors de la saison des pluies –, Barga II se trouve à 1,5 km à l'est de Barga-Peulh, à 4 km au sud-ouest de Baraga-Mossi, à 8 km à l'ouest de Bouroum, le chef-lieu du département, à 8 km à l'est de Pensa et à environ 50 km au nord de Tougouri. Le village est sur la route reliant Pensa à Bouroum.

## Économie
L'agro-pastoralisme est la principale activité du village.

## Éducation et santé
Le centre de soins le plus proche de Barga II est le centre de santé et de promotion sociale (CSPS) de Baraga-Mossi tandis que le centre médical (CM) de la province se trouve à Tougouri. En février 2021, un appel d'offres pour la construction d'un CSPS à Barga II est lancé.
Depuis 2018, Barga II possède une école primaire publique de trois classes.